# المطامر (ذمار)
المطامر هي إحدى قرى الجمهورية اليمنية. تتبع جغرافيا لمحافظة ذمار وإداريًا لمديرية عتمة. يبلغ تعداد سكانها 1428 نسمة حسب الإحصاء الذي أجري عام 2004.